# Keiji Mutō
Keiji Mutoh (武藤 敬司 Mutō Keiji?) (23 de diciembre de 1962) es un luchador profesional japonés que compite en Pro Wrestling NOAH, también conocido por su nombre artístico The Great Muta. Muto es principalmente conocido por su trabajo en New Japan Pro-Wrestling durante los 90 y en All Japan Pro Wrestling con posterioridad, aunque también ha competido en los Estados Unidos, Puerto Rico, y Taiwán. Mutoh es ampliamente reconocido como unos de los más grandes luchadores japoneses de todos los tiempos, tanto en Japón como en Estados Unidos.
Mutoh es también reconocido como uno de los primeros luchadores nipones en captar una gran cantidad de admiradores fuera de su país natal en los Estados Unidos. The Great Muta es uno de los gimmicks con mayor influencia en el puroresu, ha sido emulado por muchos luchadores incluyendo Satoshi Kojima (The Great Koji), Kazushi Miyamoto (The Great Kazushi) y Atsushi Onita (The Great Nita). A su vez, innumerables luchadores independientes han rendido tributo a Muta a través de su emulación e imitación.
Mutoh es uno de los dos luchadores (el otro es Shinya Hashimoto) en obtener el Campeonato Mundial Peso Pesado de la NWA, el AJPW Triple Crown Championship y el IWGP Heavyweight Championship. También es "famoso" por tomar parte en la que es la lucha más sangrienta de todos los tiempos de la New Japan Pro-Wrestling contra Hiroshi Hase, lo que llevó a la creación de la llamada "Escala de Muta" (Muta Scale).
Es el fundador y actual presidente de WRESTLE-1.

## Carrera
Mutoh fue un luchador amateur que participó en numerosas competencias de Judo antes de ser entrenado por Hiro Matsuda en la academia de New Japan Pro-Wrestling. Debutó el 5 de octubre de 1984 contra Masahiro Chono. Los comienzos de Mutoh en NJPW fueron infructuosos, lo único rescatable fue un reinado de seis días del IWGP Tag Team Championship junto con Shiro Koshinaka. Además luchó, por un breve tiempo, bajo el gimmick de "Space Lone Wolf" (El lobo espacial solitario), un personaje de la era espacial que sería revivido por un corto tiempo por NOSAWA Rongai. A mediados de los 80's, Mutoh fue enviado a un viaje de aprendizaje a Estados Unidos. Luchó por un corto periodo bajo su gimmick de esa época The Super Ninja y tuvo un corto feudo con Kevin Von Erich antes de abandonar la empresa.

### National Wrestling Alliance (1989-1990)
En 1989, Muto fue contratado por National Wrestling Alliance, donde adoptó el gimmick que le haría famoso durante el resto de su carrera, The Great Muta (グレート・ムタ Gurēto Muta?), un personaje sobrenatural de rostro maquillado de blanco y rojo de quien se decía que era hijo de Great Kabuki. Muta usaba tácticas similares a las de Kabuki, como la conocida Asian mist, y fue dirigido por su mismo mánager, Gary Hart. Fue en este periodo en la NWA, donde Muta se enfeudó con estrellas como Lex Luger, Ric Flair, y especialmente con Sting, quien le permitiría capturar el NWA World Television Championship el 3 de septiembre de 1989. Eventualmente perdería el título ante Arn Anderson el 2 de enero.

### New Japan Pro-Wrestling (1990-2009)

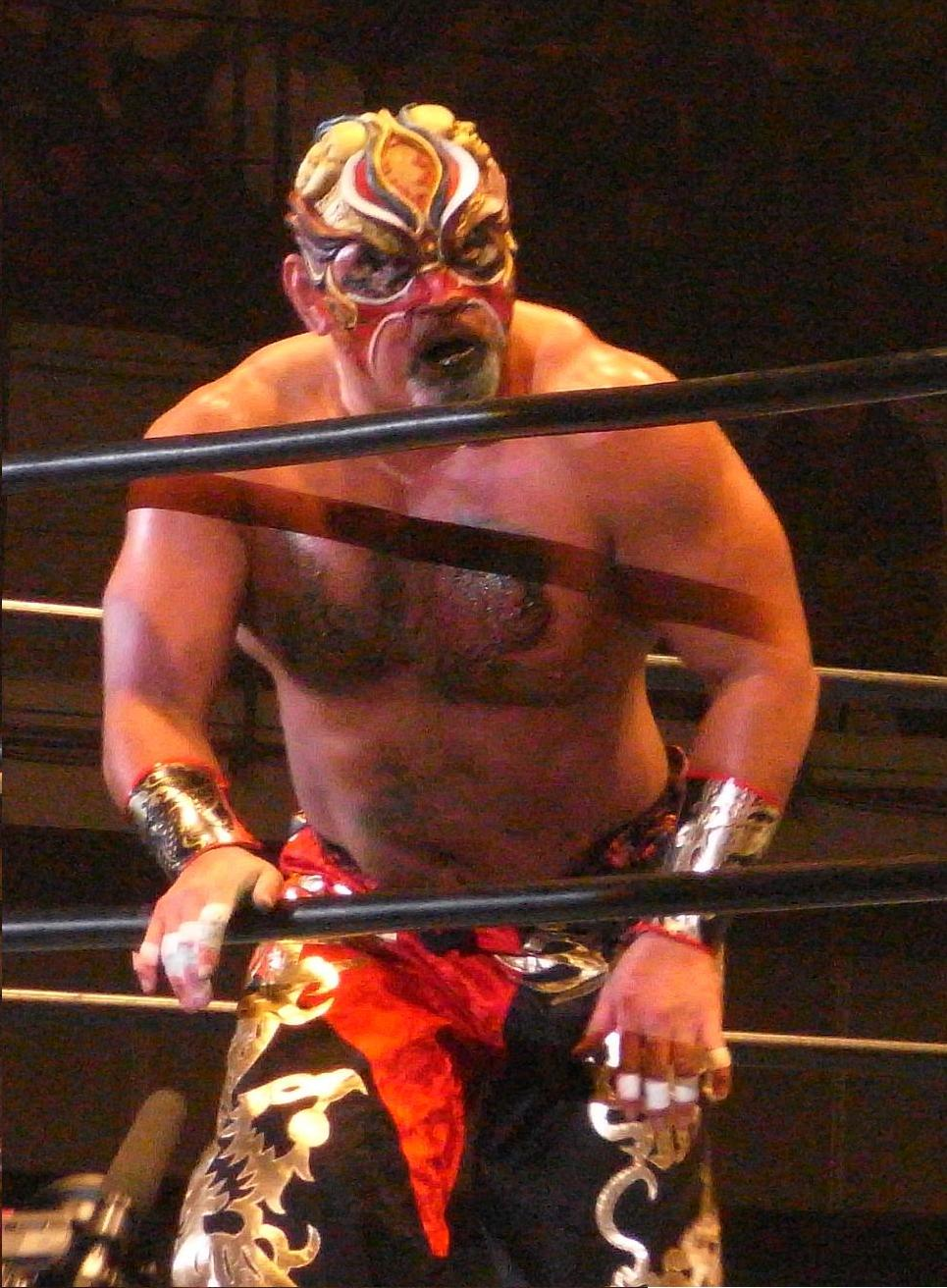
The Great Muta en HUSTLE, en 2009.

Muto regresó a la acción en New Japan Pro-Wrestling en 1990, bajo su propio nombre o como The Great Muta. Durante su carrera en la NJPW, el personaje de The Great Muta sufrió una evolución y, mientras que mantuvo sus referencias a Great Kabuki, fue profusamente personalizado; Muta se haría famoso por sus extraños maquillajes, sus ademanes inquietantes y sus espectaculares atuendos al entrar al ring, usando siempre motivos oscuros y antiguos. Su estilo de lucha se volvería más violento y dado a las trampas y tácticas arteras, una característica heel que además completaría con juegos mentales para confundir a sus oponentes.
Mutoh avanzó rápidamente de ranking, estableciendo una amistad y rivalidad con Masahiro Chono, ganando su segundo IWGP Tag Team Title con él. Eventualmente perdería los títulos ante otro de sus grandes rivales, esta vez de Muta, Hiroshi Hase, y su compañero Kensuke Sasaki. En 1991, Mutoh y Chono, junto con Shinya Hashimoto, concretarón su estatus como la próxima generación de New Japan, después de las finales del primer torneo del G1 Climax. En una lucha de treinta minutos, Mutoh fue derrotado por Chono, y junto con Hashimoto, los tres celebraron en el ring, después de esto ellos serían reconocidos como los Tres Mosqueteros de New Japan. En 1992 Chono repitió su éxito ganado nuevamente el G1 Climax (ganando el NWA World Heavyweight Championship durante el proceso); 4 días después Mutoh, bajo su personaje de Muta, derrotó a la leyenda japonesa Riki Chōshū por el IWGP Heavyweight Championship, iniciando su primera corrida como campeón. El 14 de diciembre, Muta se enfrentó ante Hiroshi Hase en la famosa lucha donde Hase utilizó un objeto foráneo para dañar la frente de Muta, en venganza por su encuentro anterior. Muta se cortó profundamente su frente. Como resultado de esto, Muta sangró profusamente por el resto de la lucha, dejándole varias cicatrices.

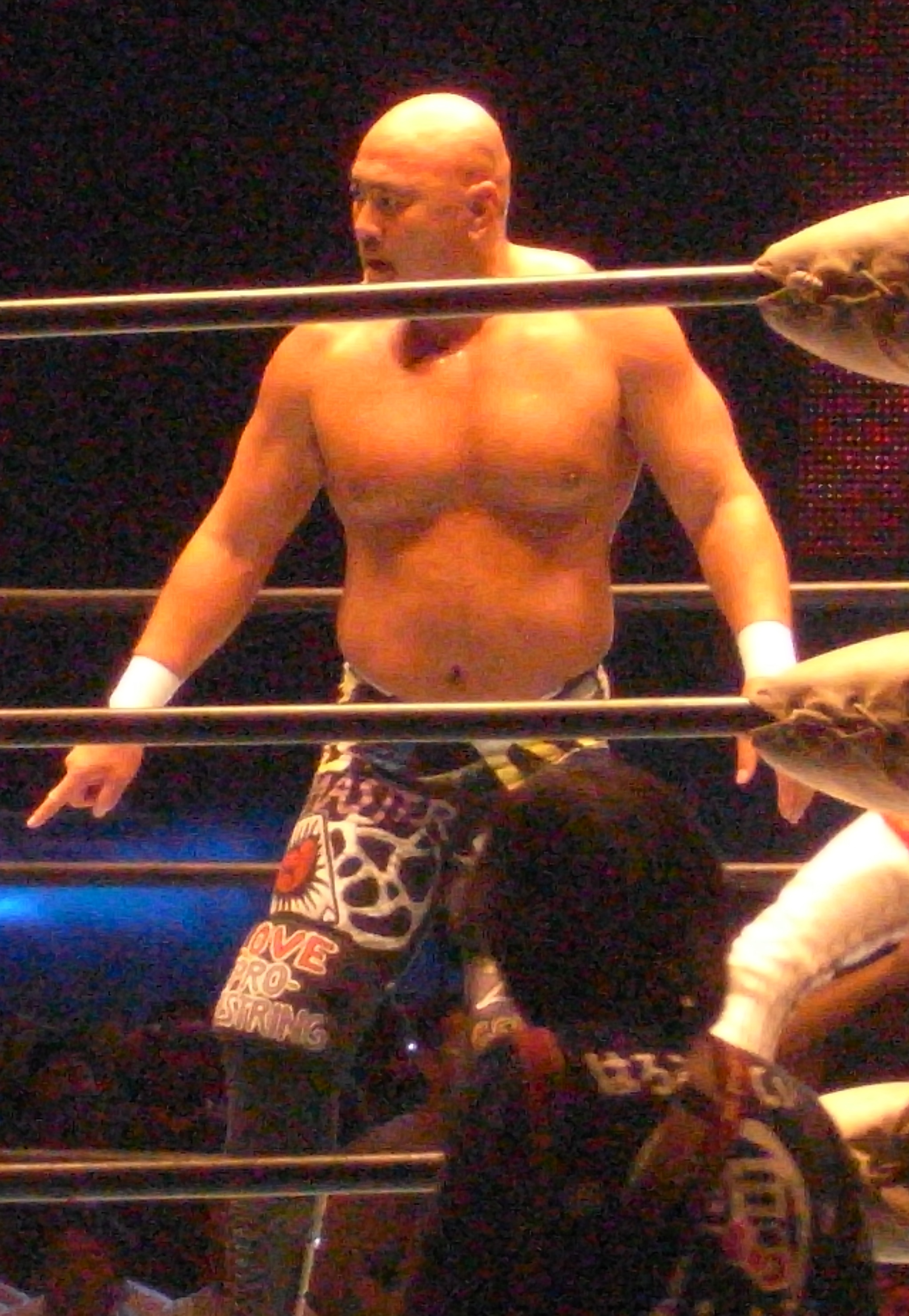
Muto durante un combate.

Por un corto tiempo en 1993, después de derrotar a Chono en una lucha de Título contra Título el 4 de enero en el Fantastic Story in Tokyo Dome (más conocido en USA como WCW/New Japan Supershow III), permitiéndole a Mutoh sostener ambos títulos al mismo tiempo (siendo el único hombre en lograr esta acción); la unificación fue corta, ya que Barry Windham lo derrotó al mes siguiente en el SuperBrawl. Como campeón del IWGP Mutoh tuvo una variedad de retadores tanto en sus luchas titulares como en exhibición, incluyendo Hulk Hogan, Sting, y sus compañeros de los Tres Mosqueteros, Chono y Hashimoto, para, finalmente, perderlo el 20 de septiembre de 1993 ante Hashimoto. Luego de la pérdida de su título y una lucha junto con Hogan en contra de los Hellraisers (el equipo de Hawk Warrior y Kensuke Sasaki como Power Warrior), Muto regresó a las luchas bajo su nombre real, reviviendo el personaje de Muta por ciertas ocasiones, como en la lucha que tuvo contra Antonio Inoki en su retiro. Durante este tiempo, Mutoh formó equipo con Hiroshi Hase, forjando sus puestos en los rangos superiores en contra de gente como los Steiner Brothers para retar a Hawk Warrior y Power Warrior para capturar el IWGP Tag Team championship; su tercer reinado en pareja.
Ser campeón en parejas le sentaba bien a Mutoh, pero este tenía una ambición más: derrotar a la persona quien le quitó el título, Shinya Hashimoto, quien llevaba como campeón del IWGP cerca de un año. Dejando vacante el título en parejas para enfocarse en su búsqueda, su segundo reinado llegó el 3 de mayo de 1995, y un año y 2 días después de que Hashimoto lo había ganado. Mutoh retuvo el título por el resto del año, liderando New Japan en las batallas iniciales del feudo con Nobuhiko Takada y la armada UWF-i, perdiendo el título ante Takada el 4 de enero del 96. La última mitad de 1996 tuvo a Mutoh enterrado contra Chono's Ookami Gundan— o la Wolf Army, donde eventualmente se transformó en una guerra con los aliados de Chono el nWo Japan. En el proceso Mutoh comenzó con un posible giro hacia el bando del nWo, autoproclamándose como el verdadero sucesor del legado de Antonio Inoki, y atacando "accidentalmente" a sus compañeros en medio de las luchas.
En 2001, Muto introdujo otro personaje, Kokushi Muso (黒師無双 Kokushi Muso?, El Incomparable Maestro Negro), basado en el de Hakushi. Ambos hicieron equipo en algunas ocasiones, tanto en New Japan como en Michinoku Pro Wrestling.

### All Japan Pro Wrestling (2002-2013)

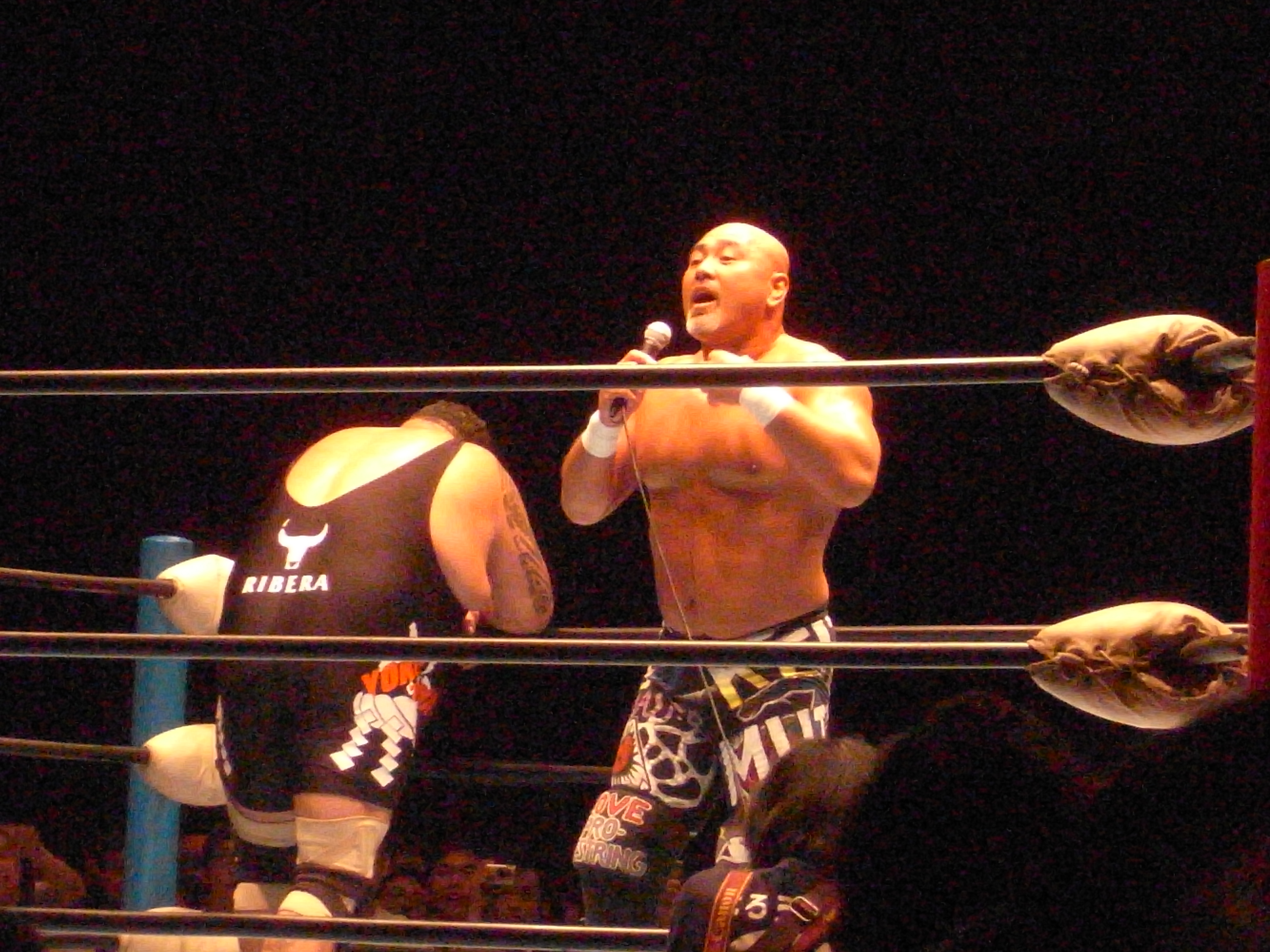
Muto en AJPW en 2008, al lado de su aprendiz Akebono.

El 11 de enero de 2002, después de una serie de programas conjuntos entre New Japan y All Japan Pro Wrestling, Muto sorprendió al mundo del puroresu abandonando NJPW por AJPW, llevándose a Satoshi Kojima y Kendo Kashin con él. Su ida se debía a su descontento con el nuevo enfoque que Antonio Inoki estaba dando a New Japan, estrechamente relacionado con las artes marciales mixtas, ya que Muto no tenía la condición física ni el entrenamiento adecuado para afrontar algo tan exigente como las MMA, y sabía que su estatus en la nueva New Japan no sería tan alto como antaño.
En su primera aparición como contratado de All Japan, el 20 de julio, Muto luchó bajo tres personajes diferentes: primero como Kokushi Muso, derrotando a Kaz Hayashi; luego como él mismo en un combate por equipos al lado de Dos Caras y Mil Máscaras contra Abdullah the Butcher, Gran Hamada y Gran Naniwa; y finalmente como The Great Muta, venciendo a The Great Koji. El 30 de septiembre, Mokoto Baba anunció que Muto era nombrado el nuevo presidente de AJPW, transfiriéndole todas las acciones del fallecido Giant Baba y permitiendo a Muto dirigir la empresa a su gusto.
La presidencia de Muto en All Japan resultó perjudicada a ojos de muchos por varias decisiones equivocadas, tales como invertir enormes cantidades de dinero en traer a Bill Goldberg para un angle que no llegó a tener éxito y embarcarse en el evento conjunto WRESTLE-1, el cual resultó un incluso mayor fiasco económico. Esto se debió a que era la primera vez que Muto estaba al cargo de una empresa de lucha libre, y todavía no estaba familiarizado con su funcionamiento. Sin embargo, el resto de su política presidencial resultó vital para la supervivencia de AJPW, la cual estaba gravemente debilitada por la escisión de Pro Wrestling NOAH: Muto promovió la creación de un dōjō eficaz que crease nuevas promesas de la lucha libre, aceptó a freelancers y luchadores de muy diversa procedencia para enriquecer el producto de la compañía, especialmente deportistas famosos como Akebono y Minoru Suzuki, y escribió storylines que atrajeran la atención de los fanes, como la guerra de facciones con Voodoo Murders y los contactos con HUSTLE. Además, nunca dejó de competir él mismo en el cuadrilátero a tiempo completo, a pesar de sus tareas directivas.

### WRESTLE-1 (2013-presente)
En 2013, Muto abandonó AJPW para formar una nueva compañía, WRESTLE-1, nombrada a partir del antiguo evento promovido en 2002.

## En lucha
- Movimientos finales
  - Muta Lock[2][1][3] (Reverse cross-legged STF)[2] - innovado
  - Figure four leglock[2][1][3]
  - Diving moonsault[2][1][3] - innovado
  - Shining wizard[2][1][3] - 2001-presente; innovado

- Movimientos de firma
  - Poison Mist[3] (Asian mist)[2][3]
  - Space Rolling Elbow[1] (Cartwheel back elbow strike a un oponente arrinconado, a veces seguido de one-handed bulldog)
  - Flashing Elbow[1] / Crazy Elbow[2] (Running discus elbow drop con burlas)
  - Nenbutsu Powerbomb[6] (Standing powerbomb precedido de una oración) - 1996-2009, usado en ocasiones especiales; adoptado de Hakushi
  - Bridging full Nelson suplex[2]
  - Bridging grounded double chickenwing
  - Cradle sitout belly to back piledriver[2]
  - Cradle sitout belly to belly piledriver
  - Cross armbar[2]
  - Dragon screw[2][1][3]
  - Dropkick, a veces desde una posición elevada
  - Handspring back elbow strike[2]
  - Hurricanrana,[2][3] a veces a un oponente elevado
  - Kneeling backbreaker[2]
  - Leg hook reverse STO
  - Low–angle dropkick a las rodillas del oponente[2][1][3]
  - Overhead kick[3]
  - Plancha[3]
  - Rib breaker[1]
  - Rope hung swinging neckbreaker[2][3]
  - Running leaping lariat[2]
  - Running one-handed bulldog[2]
  - Triangle choke

- Mánagers
  - Gary Hart
  - Sonny Onoo
  - Oliver Humperdink
  - Megu Fujiura

- Luchadores dirigidos
  - Akebono

- Apodos
  - "The Pearl of the Orient"[1]
  - "Space Lone Wolf"[1]

## Campeonatos y logros
- All Japan Pro Wrestling
  - AJPW Triple Crown Heavyweight Championship (3 veces)[2]
  - AJPW Unified World Tag Team Championship (5 veces) - con Taiyō Kea (1), Arashi (1), Joe Doering (1), Masakatsu Funaki (1) y KENSO (1)
  - F–1 Tag Team Championship (1 vez)[7] – con Kannazaki
  - Champion's Carnival (2002)[2]
  - Champion's Carnival (2004)[2]
  - Champion's Carnival (2007)[2]
  - Giant Baba Six Man Cup (2002) – con George Hines & Kaz Hayashi
  - January 2nd Korakuen Hall Heavyweight Battle Royal (2011)
  - January 3rd Korakuen Hall Junior Heavyweight Battle Royal (2011)
  - World's Strongest Tag Team League (2001) - con Taiyō Kea
  - World's Strongest Tag Team League (2007) - con Joe Doering
  - World's Strongest Tag Team League (2009) - con Masakatsu Funaki
  - Akiho Yoshizawa Cup (2010) - con Masakatsu Funaki & S1 Mask

- Championship Wrestling from Florida
  - NWA Florida Heavyweight Championship (1 vez)[2]

- World Championship Wrestling
  - NWA World Television Championship (1 vez)[2]
  - WCW World Tag Team Championship (1 vez) - con Vampiro[2]
  - BattleBowl (1992)[2]

- New Japan Pro-Wrestling
  - IWGP Heavyweight Championship (4 veces)[8]
  - IWGP Tag Team Championship (6 veces) - con Hiroshi Hase (2), Masahiro Chono (2), Shiro Koshinaka (1) y Taiyō Kea (1)[2]
  - NWA World Heavyweight Championship (1 vez)[2]
  - UWFI Heavyweight Championship (1 vez)[2]
  - Greatest 18 Championship (1 vez)[9]
  - G1 Climax (1995)[10]
  - Super Grade Tag League (1993) - con Hiroshi Hase
  - Super Grade Tag League (1994) - con Hiroshi Hase
  - Super Grade Tag League (1997) - con Masahiro Chono
  - Super Grade Tag League (1998) - con Satoshi Kojima
  - G1 Climax Tag League (1999)[11] - con Scott Norton

- Pro Wrestling Noah
  - GHC Heavyweight Championship (1 vez)[12]
  - GHC Tag Team Championship (1 vez) – con Naomichi Marufuji[13]

- World Wrestling Council
  - WWC Puerto Rico Heavyweight Championship (1 vez)[2]
  - WWC World Television Championship (1 vez)[2]

- WWE
  - WWE Hall of Fame (2023)

- Pro Wrestling Illustrated
  - Situado en el N°20 en los PWI 500 de 1991[14]
  - Situado en el N°25 en los PWI 500 de 1992[15]
  - Situado en el N°19 en los PWI 500 de 1993[16]
  - Situado en el N°15 en los PWI 500 de 1994[17]
  - Situado en el N°13 en los PWI 500 de 1995[18]
  - Situado en el N°32 en los PWI 500 de 1996[19]
  - Situado en el N°37 en los PWI 500 de 1997[20]
  - Situado en el N°58 en los PWI 500 de 1998[21]
  - Situado en el N°7 en los PWI 500 de 1999[22]
  - Situado en el N°22 en los PWI 500 de 2000[23]
  - Situado en el N°4 en los PWI 500 de 2001[24]
  - Situado en el N°3 en los PWI 500 de 2002[25]
  - Situado en el N°4 en los PWI 500 de 2003[26]
  - Situado en el N°33 en los PWI 500 de 2004[27]
  - Situado en el N°99 en los PWI 500 de 2005[28]
  - Situado en el N°52 en los PWI 500 de 2006[29]
  - Situado en el N°119 en los PWI 500 de 2007[30]
  - Situado en el Nº16 en los PWI 500 de 2008[31]
  - Situado en el Nº15 en los PWI 500 de 2009[32]
  - Situado en el Nº120 en los PWI 500 de 2010[33]
  - Situado en el Nº238 en los PWI 500 de 2011[34]
  - Situado en el N°25 dentro de los mejores 500 luchadores de la historia - PWI Years, 2003.[35]
  - Situado en el Nº22 dentro de los 100 mejores equipos de la historia - con Hiroshi Hase; PWI Years, 2003[36]

- Wrestling Observer Newsletter
  - Situado en el Nº3 del WON Luchador de la década (2000–2009)[37]
  - Situado en el Nº14 del WON Luchador que más dinero genera de la década (2000–2009)[37]
  - WON Mejor movimiento de lucha (2001) Shining wizard
  - WON Lucha del año (2001) vs Genichiro Tenryu el 8 de junio en Tokio, Japón
  - WON Luchador que más ha mejorado (2001)
  - WON Luchador del año (2001)
  - WON Hall of Fame (Clase de 1999)

- Tokyo Sports
  - Luchador del año (1995)[38]
  - Luchador del año (1999)[38]
  - Luchador del año (2001)[39]
  - Luchador del año (2008)[39]
  - Debutante del año (1986)[40]
  - MVP (2001)
  - MVP (2008)
  - Equipo del año (1990)[38] - con Masahiro Chono
  - Equipo del año (2005) - con Akebono compartido con Ikuto Hidaka & Minoru Fujita
  - Actuación destacada (1998)[38] compartida con Kozo Fuyuki
  - Premio especial (1989)[40]
  - Lucha del año (1999)[38] contra Genichiro Tenryu el 3 de mayo
  - Lucha del año (2011) con Kenta Kobashi contra Toru Yano & Takashi Iizuka el 27 de agosto